# Simyra fumosum
Simyra fumosum là một loài bướm đêm trong họ Noctuidae.